# Alex Graves
Alex Graves és un informàtic. Abans de treballar com a investigador científic a DeepMind, va obtenir una llicenciatura en física teòrica per la Universitat d'Edimburg i un doctorat en intel·ligència artificial amb Jürgen Schmidhuber a l'IDSIA. També va ser postdoctoral amb Schmidhuber a la Universitat Tècnica de Múnic i amb Geoffrey Hinton a la Universitat de Toronto.
A l'IDSIA, Graves va entrenar xarxes neuronals de memòria a curt termini mitjançant un mètode nou anomenat classificació temporal conexionista (CTC). Aquest mètode va superar els models tradicionals de reconeixement de veu en determinades aplicacions. El 2009, el seu LSTM format per CTC va ser la primera xarxa neuronal recurrent a guanyar concursos de reconeixement de patrons, guanyant diversos concursos de reconeixement d'escriptura connectada. Aquest mètode s'ha fet molt popular. Google utilitza LSTM format per CTC per al reconeixement de veu al telèfon intel·ligent.
Graves també és el creador de les màquines neuronals de Turing i de l'ordinador neural diferenciable estretament relacionat.